# 神風探險者
《神風探險者》（日语：カミカゼ☆エクスプローラー!）為Clochette於2011年5月27日發售的戀愛冒險類型成人遊戲。

## 世界觀
「神風探險者」的遊戲背景時間為日本的不遠的未來，地球的氣候跟地表發生了改變，使海平面上升生活圈也逐漸變得狹窄。與世界的改變相互映一般，在年輕世代中出現了擁有名為「墨提斯（メティス）」的超能力。
在有吹著不可思議之風傳聞的上瀨市裡，以祐天寺集團為中心的複數企業，共同出資填平了一部分被海水掩蓋的原陸地區域，創立了澄之江學園，著手對於擁有「墨提斯（メティス）」超能力者的教育。

## 故事
主角、速瀨慶司原先過著與超能力無緣的生活，然而在某天，被教師汀薰子發現其擁有「墨提斯」能力，受邀進入澄之江學園就讀。
入學認識校園環境時，受到班長姬川風花的熱心協助，與室友濱北航平同住，然而平和的校園生活卻遭遇了不明人士的襲擊，為了調查真相，以祐天寺美汐為首成立了「學園都市調查研究會（アルゴノート）」，開始著手調查在進行在開發的上瀨市傳出的奇妙的傳聞。

## 登場角色

### 主要角色
速瀨慶司
本作主角。澄之江學園的2年A班男性學生，入學前與父親「壯一」，母親「由梨乃」及妹妹「真奈美」三人同住。原先過著與超能力無緣的生活，然而在某天，被教師汀薰子發現其擁有「墨提斯」能力，受邀進入澄之江學園就讀。擁有優秀的觀察與分析能力，受女生仰慕，然而由於天生遲鈍而不自覺。對於私下的研究充滿的熱情，因此會隨時帶著隨身的PC，由於有著與母親相仿的女性化相貌，被打扮成女性進入女生宿舍時他人也無法察覺。與胸部星人室友濱北航平交情不錯，以巨乳色情雜誌的交換當作友情的證明。
姬川風花（聲：鮎川ひなた）
身高：160cm。三圍：B92/ W58 /H89
澄之江學園的2年A班學生，也是該班的委員長。「墨提斯」能力為號稱絕對防禦的「アイギス（Aigis）」，自小因為事故而父母雙亡，由教師汀薰子發現其「墨提斯」能力，受邀進入澄之江學園就讀。每日用功不懈的學生，成績保持在全學年的前20名之內，熱衷於「墨提斯」能力的訓練，其測定的MWI値不斷的打破學員的最高值。平常是熱心可靠的班長，喜歡上慶司後，漸漸的展現其迷糊的一面，被稱為「天然委員長」，害怕幽靈。
祐天寺美汐（聲：青山由香里）
身高：159cm。三圍：B89/ W58 /H87
澄之江學園的1年B組學生，是建立澄之江學園的祐天寺集團總帥「祐天寺潮」的孫女，是個在所有領域中都能獲得高評價的全行學生。「墨提斯」能力為操控火焰的「プロミネンス（Prominence）」。無論是談吐還是表面都是給人一副高高在上「標準大小姐」感覺，可是實際上是個膽小弱氣的女生，依隨著有「軍師」之稱近濠奈緒的指示，也常常被其開玩笑戲弄。雖然是個印象上表裡不一的大小姐，然而判斷力，行動力與責任心可是表裡如一。為了調查上ヶ瀬市傳出的奇妙傳聞，以遇襲事件為契機，成立了「學園都市調查研究會（アルゴノート）」。
速瀨真奈美（聲：陽茉莉）
身高：154cm。三圍：B87/ W56 /H88
慶司的妹妹，小慶司一歲，澄之江學園的1年B組學生。「墨提斯」能力為以鉛筆貫通物品的「ペネトレイター（Penetrator）」。喜歡著哥哥慶司，在慶司入學後在家裡擔心他的異性交往情形，也進入澄之江学園就讀。性格單純，擁有強大的集中力，接受教師朝比奈洋子的短期特訓，使「墨提斯」能力覺醒，喜歡哥哥卻不願意被別人發現，然而由於個性實在過於單純，其心意漸漸的被速瀨慶司身邊的女性察知。
沖原琴羽（聲：五行薺）
身高：165cm。三圍：B96/ W59 /H92
慶司的青梅竹馬，也是姬川風花的摯友，澄之江學園的2年A班學生。「墨提斯」能力為可在水中活動自如的「マーメイド（Mermaid）」。由強校西森館學園推薦入學。擅長游泳。然而進入澄之江學園不再加入游泳社，而是回家社。擁有著火爆的身材，並且對於時尚敏感，可是對於學習完全不感興趣，經常遲到或者睡覺。面對胸部星人濱北航平異常的熱情時，經常賞其一記沉重的胯下踢擊。
宇佐美沙織（聲：みる）
身高：152cm。三圍：B80/ W55 /H85
澄之江學園3年A班的學生，是慶司的學姊。「墨提斯」能力為召喚兔子型影子作為使魔的「アンブラ（Umbra）」。雖然是學姊，然而由於身材嬌小的關係經常被誤認為學妹。喜歡讀書以及小動物，視力很差，然而只有在研究或讀書時才帶著眼鏡。對於風紀委員一職有著相當的使命感，對於建立起被其稱為「祐天寺機關」的「學園都市調查研究會（アルゴノート）」的可疑活動感到不安，也因此與美汐一行發生衝突。對於規矩於紀律十分講究，由於宿舍不許飼養動物，當被發現在宿舍養小貓時，也只好對於「學園都市調查研究會」的活動妥協。經常照料晚輩，也被晚輩姬川風花等所仰慕，對於姬川風花相當喜愛，因此在發現風花與慶司交好時，對與慶司表現出相當的戒心。

### 次要角色
近濠菜緒（聲：桃井穂美）
澄之江學園3年A班的女學生，宇佐美沙織的同學兼室友，祐天寺美汐的侍從，擁有「惡魔的頭腦」的少女，在與宇佐美沙織同住的房間裡堆滿大量的書，與沙織一樣的嬌小身材，是美汐的「軍師」，喜歡著美汐，然而也常常對美汐惡作劇，在海外跳級完成博士課程，已經取得博士稱號，但是卻討厭被稱為博士。被聘請為美汐的家庭教師與保鑣。廚藝一般，然而美汐及智的可是相當佩服其「只要有食譜都做得出來」的能力，可惜身材嬌小不適合使用以高挑的景浦智所使用的廚房。
景浦智
澄之江學園的1年B組女性學生，與近濠菜緒同樣是美汐的侍從，做為祐天寺美汐經常攜帶日本刀，劍術「景浦流」的高手。擁有著與荷槍實彈的雇傭兵對峙都不落下風的實力。由於長期修行的關係，個性變得比較沉穩以及沉默寡言，沒有與同輩相處的經驗，被人稱讚時很容易感到害羞，有時也對於美汐身邊的事情感到莫名緊張。
朝比奈洋子（聲：櫻川未央）
澄之江學園的2年A班的擔當教師。個性豪爽大方，十分不喜歡被說是「貧乳」，也因此常對胸部星人濱北航平施與強烈的制裁。對擁有巨乳且同樣研究「墨提斯」能力的汀薰子有著強烈的競爭意識。喜歡喝酒，房間裡有著大量的啤酒儲藏，薫子經常需要注意洋子喝酒後的騷動。
汀薰子（聲：韮井叶）
澄之江學園所出資的警備公司CSC的職員。「墨提斯」能力為可以探知「墨提斯」波動的ディスカヴァリー（Discovery）。邀請眾多優秀的學生進入澄之江學園，學生多稱其為「汀老師」、「薫子老師」，與朝比奈洋子是舊識。
濱北航平
澄之江學園的2年A班男性學生，是慶司的同學兼室友，喜歡胸部大的女性，對於大胸部教師汀薰子相當憧憬，被慶司稱之為「胸部紳士」。沒有參加社團活動，但對於球類運動相當拿手，有著開朗的個性，很容易打入人群之中。長得很帥，但在女性面前毫不遮掩的表達對胸部的渴望，使得女性相當排斥。喜歡「學園都市調查研究會（アルゴノート）」的自由開放，並幫忙情報蒐集與調查。

## 主題曲
開幕曲「Explorer World」
作詞：milktub，作曲：宮崎京一、水城新人，編曲：宮崎京一，歌：NANA
閉幕曲「Believe in You」
作詞：彩木蔵葉，作曲：水城新人，編曲：sherry、ms-jacky，歌：佐藤裕美
大閉幕曲「愛乞う者」
作詞、歌：AiRI，作曲、編曲：宮崎京一
混音及錄音：岡田勉

## 相關作品
- カミカゼ☆原画集（予約キャンペーン特典）
- カミカゼ☆ファンブック（初回限定版付録）
- TECHGIAN STYLE「カミカゼ☆エクスプローラー! ビジュアルファンブック」　發刊:Enterbrain 2011年11月4日発売

## 評價
作品獲得《2011年萌系遊戲大賞》的BGM銀賞，繪圖金賞，桃色エロス系作品金賞等，並奪得年度銀賞。

## 外部連結
- 官方網站 （页面存档备份，存于）（日語）